# 才田站
才田站（日语：／ Saida eki */?）是位於福岡縣嘉穗郡稻築町（現時：嘉麻市）才田，日本國有鐵道（國鐵）漆生線的鐵路車站（廢站）。
此站是基於計劃建設油須原線，使漆生線延伸至下山田之際而新設的車站，也是延伸區間中唯一中途站。由於較多列車班次在前一座車站漆生站折返，因此包含此站在內的延伸區間較少列車停靠，在廢線前，上下行列車一共只有3班停靠。

## 歷史
- 1966年（昭和41年）3月10日：漆生線漆生站  - （嘉穗信號場） - 下山田站之間開通，此站啟用[1]。當時為客運車站和無人車站[2]。
- 1986年（昭和61年）4月1日：隨著漆生線全線廢除，此站也被廢除[1]。

## 車站構造
此站為地面車站和無人車站，設有1面1線的單式月台。此站沒有站舍，於月台上設有候車處。

## 車站周邊
車站位於稻築町南端，周邊為廣闊的田園地帶。
- 沖出古墳（日语：沖出古墳）

## 現狀
部分月台和候車處的屋頂還保留了下來。而此站靠近漆生一方的路軌遺址變成了道路。而此站和此站至下山田一方的路軌遺址也在另一位置敷設了道路，該處路基還存在。

## 相鄰車站
日本國有鐵道（國鐵）
漆生線
漆生－才田－（嘉穗信號場）－下山田

## 注腳
1. 1 2 3 4  石野哲 (编).  初版. JTB. 1998-10-01: 802. ISBN 978-4-533-02980-6 （日语）.
2. ↑  . 鐵道公報 (日本國有鐵道總裁室文書課). 1966-02-24: 2–3 （日语）.

## 相關項目
- 日本鐵路車站列表 Sa